# Derrick Norman Lehmer
Derrick Norman Lehmer (Somerset (Indiana), 27 de julho de 1867 — Berkeley (Califórnia), 8 de setembro de 1938) foi um matemático estadunidense. Foi especialista em teoria dos números.

## Publicações selecionadas
- «Arithmetical theory of certain Hurwitzian continued fractions». Proc Natl Acad Sci U S A. 4 (8): 214-218. 1918. PMC 1091449
- «On Jacobi's extension of the continued fraction algorithm». Proc Natl Acad Sci U S A. 4 (12): 360-364. 1918. PMC 1091496
- «On a new method of factorization». Proc Natl Acad Sci U S A. 11 (1): 97-98. 1925. PMC 1085844
- «A theorem on factorization». Bull. Amer. Math. Soc. 33 (1): 35-36. 1927. MR 1561316
- «Inverse ternary continued fractions». Bull. Amer. Math. Soc. 37 (8): 565-569. 1931. MR 1562198
- «On the enumeration of magic cubes». Bull. Amer. Math. Soc. 40 (12): 833-837. 1934. MR 1562983